# Chrysina moroni
Chrysina moroni är en skalbaggsart som beskrevs av Daniel J. Curoe och Beraud 1994. Chrysina moroni ingår i släktet Chrysina och familjen Rutelidae. Inga underarter finns listade i Catalogue of Life.